# Palmeirópolis
Palmeirópolis este un oraș în Tocantins (TO), Brazilia.